# Grand Prix Nizozemska 1967
Grand Prix Nizozemska 1967 (oficiálně XVII Grote Prijs van Nederland) se jela na okruhu Circuit Zandvoort v Zandvoortu v Nizozemsku dne 4. června 1967. Závod byl třetím v pořadí v sezóně 1967 šampionátu Formule 1.

## Závod
| Poř.   | No. | Jezdec              | Konstruktér     | Počet kol | Čas/Odstoupení | Pořadí na startu | Body |
| ------ | --- | ------------------- | --------------- | --------- | -------------- | ---------------- | ---- |
| 1      | 5   | Jim Clark           | Lotus-Ford      | 90        | 2:14:45.1      | 8                | 9    |
| 2      | 1   | Jack Brabham        | Brabham-Repco   | 90        | + 23.6         | 3                | 6    |
| 3      | 2   | Denny Hulme         | Brabham-Repco   | 90        | + 25.7         | 7                | 4    |
| 4      | 3   | Chris Amon          | Ferrari         | 90        | + 27.3         | 9                | 3    |
| 5      | 4   | Mike Parkes         | Ferrari         | 89        | + 1 kolo       | 10               | 2    |
| 6      | 22  | Ludovico Scarfiotti | Ferrari         | 89        | + 1 kolo       | 15               | 1    |
| 7      | 18  | Chris Irwin         | Lotus-BRM       | 88        | + 2 kola       | 13               |      |
| 8      | 10  | Mike Spence         | BRM             | 87        | + 3 kola       | 12               |      |
| 9      | 21  | Bob Anderson        | Brabham-Climax  | 86        | + 4 kola       | 17               |      |
| 10     | 20  | Jo Siffert          | Cooper-Maserati | 83        | + 7 kol        | 16               |      |
| Ret    | 7   | John Surtees        | Honda           | 73        | Klapka         | 6                |      |
| Ret    | 9   | Jackie Stewart      | BRM             | 51        | Brzdy          | 11               |      |
| Ret    | 12  | Jochen Rindt        | Cooper-Maserati | 41        | Zavěšení       | 4                |      |
| Ret    | 14  | Pedro Rodríguez     | Cooper-Maserati | 39        | Převodovka     | 5                |      |
| Ret    | 6   | Graham Hill         | Lotus-Ford      | 11        | Motor          | 1                |      |
| Ret    | 15  | Dan Gurney          | Eagle-Weslake   | 8         | Vstřikování    | 2                |      |
| Ret    | 17  | Bruce McLaren       | McLaren-BRM     | 1         | Nehoda         | 14               |      |
| Zdroj: |     |                     |                 |           |                |                  |      |

## Průběžné pořadí po závodě
Pohár jezdců
|        | Pořadí | Jezdec          | Body |
| ------ | ------ | --------------- | ---- |
|        | 1      | Denny Hulme     | 16   |
|        | 2      | Pedro Rodríguez | 11   |
| 10     | 3      | Jim Clark       | 9    |
| 5      | 4      | Jack Brabham    | 7    |
| 1      | 5      | Chris Amon      | 7    |
| Zdroj: |        |                 |      |

Pohár konstruktérů
|        | Pořadí | Konstruktér     | Body |
| ------ | ------ | --------------- | ---- |
|        | 1      | Brabham-Repco   | 18   |
|        | 2      | Cooper-Maserati | 11   |
| 12     | 3      | Lotus-Ford      | 9    |
| 2      | 4      | Ferrari         | 7    |
| 2      | 5      | Lotus-BRM       | 6    |
| Zdroj: |        |                 |      |